# Institut Raymond-Dewar
L’Institut Raymond-Dewar (IRD)  est un centre plurirégional de réadaptation spécialisé et surspécialisé en surdité et en communication. L'IRD est affilié à l'Université de Montréal et associé à l'Université du Québec à Montréal et au Cégep du Vieux Montréal. 
L'IRD est un établissement du réseau public de la santé et des services sociaux du Québec.

## Description
L’Institut des sourds de Montréal est ouvert par les Clercs de Saint-Viateur en 1851 et rebaptisé Institut Raymond-Dewar en 1984,,,.
L'IRD a comme premier mandat d'offrir des services de réadaptation dans les régions de Montréal et de Laval pour la clientèle sourde, malentendante, sourde-aveugle ou présentant un trouble d'audition centrale. Dans la région de Montréal, des services sont également offerts aux enfants dysphasiques. De plus, l'IRD assume la prestation des services psychosociaux courants spécifiques aux personnes sourdes gestuelles.
Une vocation suprarégionale s'ajoute au rôle de l'IRD pour certains services surspécialisés pour tout l'ouest du Québec, et ce, en collaboration avec les centres régionaux. Ces services ont trait à la clientèle ayant reçu un implant cochléaire, à la clientèle sourde-aveugle, à la clientèle utilisant le langue des signes québécoise et les aides de suppléance à l'audition

## Mission
La mission de l'IRD comprend quatre volets :
1. La prestation de services régionaux et suprarégionaux pour les personnes ayant une déficience auditive et ayant une déficience du langage ;
2. La formation professionnelle et l'enseignement collégial et universitaire ;
3. La recherche, notamment la recherche appliquée ;
4. L'évaluation des technologies et des modes d'intervention en réadaptation.

## Financement
L'IRD bénéficie du support de la Fondation Surdité et Communication de l'Institut Raymond-Dewar pour le financement de programmes destinés à améliorer la qualité des services offerts à sa clientèle.

## Abus sexuels
À la suite d'un recours collectif, des enfants sourds sont reconnus victimes d'agressions sexuellles au sein de l'Institut Raymond-Dewar et obtiennent, en 2016, 30 millions de dollars d'indemnisation. L’Institut Raymond-Dewar doit régler 10 millions de dollars et les Clercs de Saint-Viateur qui dirigeaient l’institution et y enseignaient doivent payer 20 millions de dollars.